# Đại hội Xô viết toàn Nga
Đại hội Xô viết toàn nước Nga là cơ quan quản lý tối cao Cộng hòa Xã hội chủ nghĩa Xô viết Liên bang Nga có thẩm quyền từ năm 1917 đến năm 1936. Hiến pháp Nga Xô viết năm 1918 quy định Đại hội sẽ triệu tập ít nhất hai lần một năm, với nhiệm vụ xác định (và sửa đổi) các nguyên tắc Hiến pháp Xô viết và phê chuẩn hiệp ước hòa bình. Cách mạng Tháng Mười lật đổ chính phủ lâm thời dẫn đến Đại hội Xô viết trở thành cơ quan duy nhất và quản lý cao nhất. Điều quan trọng đáng chú ý là Đại hội này không giống như Đại hội Xô viết toàn Liên Xô sau khi Liên Xô thành lập năm 1922.
Đối với giai đọan đầu hoạt động, Đại hội là một cơ quan dân chủ. Trên nước Nga có hàng trăm Xô Viết, là các cơ quan quản lý địa phương dân chủ, trong đó người dân từng địa phương có thể tham gia. Các Xô viết bầu các đại biểu vào Đại hội, Đại hội nắm quyền lực quốc gia, đưa ra các quyết định cao nhất. Có một số đảng chính trị được đại diện trong các phiên họp khác nhau của Đại hội, mỗi đảng đã đấu tranh để tăng ảnh hưởng của chính họ trong các Xô viết. Tuy nhiên, khi cuộc nội chiến lan rộng, quyền lực của Liên Xô đã giảm dần, đồng thời là sự gia tăng quyền lực của chủ nghĩa Stalin đã củng cố mạnh mẽ tình trạng suy giảm này, dứt khoát biến Đại hội thành cơ quan mang "nhãn cao su". Đại hội được thành lập gồm đại diện của các hội đồng thành phố (1 đại biểu trên 25.000 cử tri) và các hội đồng của tỉnh (nghĩa vụ) và các hội đồng cộng hòa tự trị (1 cho mỗi 125.000 dân).
Quyền tài phán độc quyền của Đại hội bao gồm bầu cử Ban Chấp hành Trung ương toàn nước Nga, thông qua Hiến pháp SFSR của Nga và sửa đổi, phê chuẩn các sửa đổi do ủy ban điều hành trung ương đề xuất và phê chuẩn hiến pháp của các nước cộng hòa tự trị. Về các vấn đề khác, Đại hội và Ban Chấp hành Trung ương có cùng thẩm quyền. Đại hội đã không còn tồn tại vào cuối cuộc cải cách hiến pháp năm 1936-1937, khi lần đầu tiên vào liên minh các Xô viết và sau đó ở cấp cộng hòa bầu cử gián tiếp vào Liên Xô đã được thay thế bằng bầu cử trực tiếp ở tất cả các cấp với Xô Viết Tối cao là cơ quan cao nhất.